# Mowa skandowana
Mowa skandowana – zaburzenie mowy występujące przy chorobach móżdżku. Jest jednym z objawów Triady Charcota. Wynika z braku koordynacji mięśni aparatu mowy.
Cechy mowy skandowanej:
- brak płynności
- słowa podzielone na sylaby
- spowolnienie mowy
- nieprawidłowy akcent
- niekiedy każda sylaba wymawiana na osobnym wydechu
- tendencja do zacinania się na początku słowa lub sylaby

Przeczytaj ostrzeżenie dotyczące informacji medycznych i pokrewnych zamieszczonych w Wikipedii.